# Das kleine Fernsehballett
Das kleine Fernsehballett ist ein deutschsprachiger Podcast von Moderatorin und Autorin Sarah Kuttner und dem Journalisten Stefan Niggemeier, der seit dem 21. März 2017 erscheint.

## Inhalt
Sarah Kuttner und Stefan Niggemeier besprechen in diesem Format verschiedene Fernsehformate, aber auch andere Themen, die sie bewegen. Dazu erscheinen hin und wieder auch Folgen mit Gästen.
Ein Running Gag ist zu Beginn der Sendung der Spruch "Sarah, wir müssen reden". Eine unregelmäßige Rubrik sind die Hausgaben, bei dem die beiden Moderatoren sich gegenseitig Fernsehsendungen als "Hausaufgabe" mitgeben, die sie dann jeweils in der nächsten Sendung besprechen. Des Weiteren gibt es einen Anrufbeantworter, auf dem Zuhörer sprechen können und der in der Sendung abgespielt wird.

## Produktion und Veröffentlichung
Die erste Folge erschien am 21. März 2017 bei dem Streaminganbieter Deezer und die Veröffentlichung dort folgte bis zum 21. Juni 2022. Seit dem 26. Februar 2020 wird der Podcast von Übermedien produziert. Von Februar 2023 bis Juli 2024 folgte die Ausstrahlung bei Podimo. Seit dem 5. März 2025 erscheinen aktuell neue Folgen, die durch die Internetplattform Steady über Crowdfunding finanziert werden und damit auf verschiedenen Podcastplattformen wie Spotify verfügbar sind. Die Folgen können kostenlos gehört werden, aber es gibt auch bezahlbare Abos mit zusätzlichen Inhalten, mit dem die Produktion ermöglicht wird.
Das Podcast-Intro besteht aus bekannten Fernsehausschnitten und stammt von Magnus von Keil.

## Episodenliste

### Übersicht
| Staffel | Episodenanzahl | Veröffentlichung   | Veröffentlichung  | Streaminganbieter |
| Staffel | Episodenanzahl | Staffelpremiere    | Staffelfinale     | Streaminganbieter |
| ------- | -------------- | ------------------ | ----------------- | ----------------- |
| 1       | 12             | 21. März 2017      | 6. Juni 2017      | Deezer            |
| 2       | 12             | 4. Oktober 2017    | 19. Dezember 2017 | Deezer            |
| 3       | 12             | 13. März 2018      | 29. Mai 2018      | Deezer            |
| 4       | 12             | 18. September 2018 | 4. Dezember 2018  | Deezer            |
| 5       | 5              | 29. Januar 2019    | 5. März 2019      | Deezer            |
| 6       | 12             | 17. September 2019 | 4. Dezember 2019  | Deezer            |
| 7       | 24             | 26. Februar 2020   | 10. Juni 2020     | Deezer            |
| 8       | 12             | 23. September 2020 | 13. Januar 2021   | Deezer            |
| 9       | 16             | 20. Januar 2021    | 5. Mai 2021       | Deezer            |
| 10      | 16             | 1. September 2021  | 15. Dezember 2021 | Deezer            |
| 11      | 16             | 22. Februar 2022   | 22. Juni 2022     | Deezer            |
| 12      | 18             | 22. Februar 2023   | 21. Juni 2023     | Podimo            |
| 13      | 17             | 9. August 2023     | 13. Dezember 2023 | Podimo            |
| 14      | 27             | 10. Januar 2024    | 31. Juli 2024     | Podimo            |
| 15      | 19             | 5. März 2025       | 16. Juli 2025     | Steady            |

## Rezeption
Für den Tagesspiegel schreibt Kurt Sagatz, dass sich der Podcast als ein Format von zwei Medienmenschen präsentieren würde, die in der Medienwelt aufgehen. Die Gespräche blieben dabei auf einer praktischen Ebene, ganz ohne philosophische, politische oder ökonomische Medienbetrachtung. Weiter heißt es, dass so auch Freunde über ihr liebstes Hobby reden würden.